# Tschischewski BOK-5
Die Tschischewski BOK-5 (russisch Чижевсий БОК-5) war ein sowjetisches Experimental-Nurflügelflugzeug von 1937. Entwickelt wurde es im Büro für Sonderkonstruktionen (BOK), einer Abteilung innerhalb des ZAGI.

## Entwicklung
Der Konstrukteur Wladimir Tschischewski, gleichzeitig auch Leiter des BOK, ließ die bis dahin im sowjetischen Flugzeugbau gemachten Erfahrungen beim Bau von Nurflüglern in die BOK-5 einfließen. Das Flugzeug bestand aus Metall mit stoffbespannten Rudern. Der freitragende, trapezförmige Flügel war zweiholmig ausgeführt und besaß ein Profil ZAGI-890. Der hinter dem zweiten Holm liegende Teil der Tragflächen konnte um +5°/−3° verstellt werden. Die über die gesamte Flügelhinterkante verlaufenden eigentlichen Quer- und Höhenruder waren als Spaltklappen (Junkers-Doppelflügel) ausgeführt. Als Antrieb diente ein Fünfzylinder-Sternmotor Schwezow M-11. Das Fahrwerk war starr und stammte größtenteils von einer Polikarpow U-2.
Die Flugerprobung begann am 8. September 1937. Die BOK-5 war einfach zu steuern, besaß eine gute Flugstabilität und war kunstflugtauglich. Trotzdem wurde nach Abschluss der Tests ein geplantes Nurflügel-Jagdflugzeug in Ganzmetallbauweise nicht verwirklicht.

## Technische Daten
| Kenngröße             | Daten                                                 |
| --------------------- | ----------------------------------------------------- |
| Besatzung             | 1                                                     |
| Länge                 | 4,36 m                                                |
| Spannweite            | 8,96 m                                                |
| Flügelfläche          | 23,15 m²                                              |
| Flügelstreckung       | 3,5                                                   |
| Leermasse             | 596 kg                                                |
| Startmasse            | 764 kg                                                |
| Antrieb               | ein luftgekühlter 5-Zylinder-Sternmotor Schwezow M-11 |
| Leistung              | 81 kW (110 PS)                                        |
| Höchstgeschwindigkeit | 174 km/h in Bodennähe                                 |
| Landegeschwindigkeit  | 85 km/h in Bodennähe                                  |
| Gipfelhöhe            | 4850 m                                                |
| Reichweite            | 200 km                                                |
| Start-/Landestrecke   | 125 m / 200 m                                         |